# São Paulo Challenger 3 1990
Il São Paulo Challenger 3 1990 è stato un torneo di tennis facente parte della categoria ATP Challenger Series nell'ambito dell'ATP Challenger Series 1990. Il torneo si è giocato a San Paolo in Brasile dal 12 al 18 novembre 1990 su campi in terra rossa.

## Vincitori

### Singolare
Jaime Oncins ha battuto in finale  Francisco Yunis con il punteggio di 6–3, 6–3

### Doppio
Richard Lubner /  Francisco Montana hanno battuto in finale  Nelson Aerts /  Danilo Marcelino con il punteggio di 6–4, 7–6